# Idmidronea australis
Idmidronea australis is een mosdiertjessoort uit de familie van de Tubuliporidae. De wetenschappelijke naam van de soort is, als Idmonea australis, voor het eerst geldig gepubliceerd in 1882 door MacGillivray.